# 페르세폴리스 (만화)

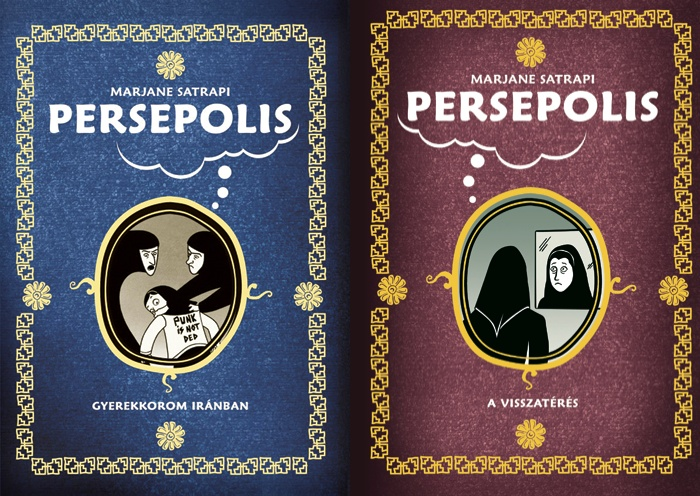

《페르세폴리스》(Persepolis)는 마르잔 사트라피의 만화 작품이다.

## 개요
1970년부터 1990년까지 이란에서 자란 자신의 반평생을 만화화한 작품이다. 특히 1979년에 일어난 이슬람 혁명 이후의 자신이 겪은 이야기를 그렸다.
12개국어로 번역되어 30여개국에 출판된 베스트셀러 작품으로, 뉴욕 타임즈가 선정한 주목할만한 작품이며 다양한 수상 경력이 있다.
2007년에는 저자 자신이 감독을 맡아, 키아라 마스트로이안니, 카트린 드뇌브가 성우를 맡은 애니메이션 영화가 제작되었다. 영화에 관한 자세한 정보는 페르세폴리스 (영화)를 참조.

## 서적 정보
현재 저자는 프랑스에 거주하고 있으며, 본래는 프랑스에서 모두 4권이 출판되었다. 대한민국에서는 모두 2권으로 묶여 새만화책에서 간행되었다. 두 권 다 2005년 10월 5일에 발행되었다.
1. 페르세폴리스 - 나의 어린 시절 이야기 (ISBN 978-89-90781-39-0)
2. 페르세폴리스 - 다시 페르세폴리스로 (ISBN 978-89-90781-40-6)